# Aglais io
A borboleta-pavão (nome científico: Aglais io)  é uma espécie de inseto lepidópteros, mais especificamente de borboletas pertencente à família Nymphalidae.
A autoridade científica da espécie é Linnaeus, tendo sido descrita no ano de 1758.
Trata-se de uma espécie presente no território português.